# بنی گلسن
بنی گُلسن (انگلیسی: Benny Golson) (زاده ۲۵ ژانویه ۱۹۲۹ – درگذشته ۲۱ سپتامبر ۲۰۲۴) یک نوازندهٔ ساکسیفون، آهنگساز و تنظیم‌کننده اهل ایالات متحده آمریکا بود.
بنی گلسن در ۲۱ سپتامبر ۲۰۲۴، در سن ۹۵ سالگی درگذشت.
از فیلم‌ها یا مجموعه‌های تلویزیونی که وی در آن‌ها نقش داشته است می‌توان به مرد شش میلیون دلاری اشاره نمود.

## نگارخانه

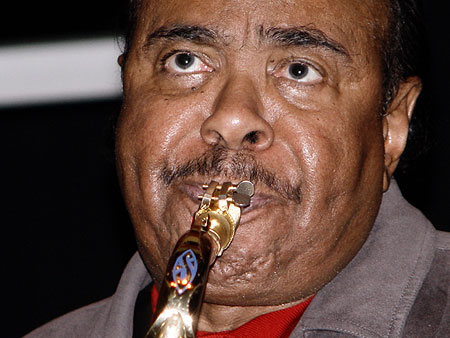
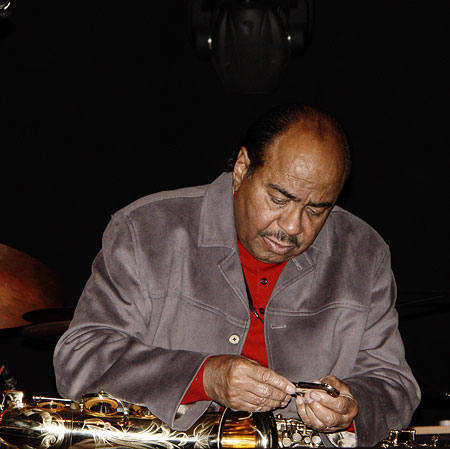
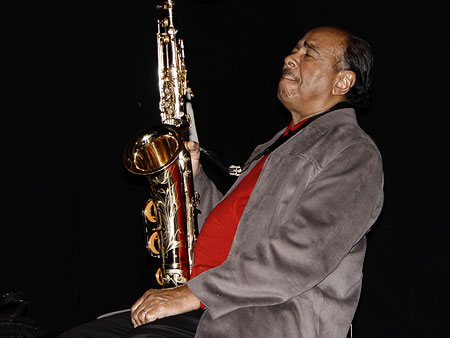
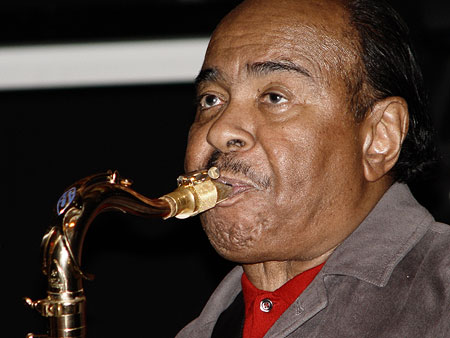